# Tichilești (gmina)
Tichilești – gmina w Rumunii, w okręgu Braiła. Obejmuje miejscowości Albina i Tichilești. W 2011 roku liczyła 3864 mieszkańców. 